# أناتولي سولونيتسين
أناتولي أليكسييفيتش سولونيتسين (الروسية: Анатолий (Отто) Алексеевич Солоницын ؛ 30 أغسطس 1934 - 11 يونيو 1982 في موسكو) كان ممثلًا سوفيتيًا وروسيًا معروفًا بأدواره في أفلام العظيم أندريه تاركوفسكي. وهو من أعظم الممثلين في تاريخ روسيا. حصل على جائزة الدب الفضي لأفضل ممثل في مهرجان برلين السينمائي الدولي الحادي والثلاثين.

## مهنته
ولد سولونيتسين في بوجورودسك. اشتهر سولونيتسين في العالم بأدواره في العديد من أفلام العظيم أندريه تاركوفسكي، بما في ذلك فيلمه الأول والأسطوري أندري ريبلوف وفي الواقع، كان تاركوفسكي هو من «اكتشفه» في عملية اختيار الممثلين لأندريه روبليف. كان سولنبتسين ممثلًا مسرحيًا إقليميًا غير معروف من سفيردلوفسك في ذلك الوقت، لكنه انتهز الفرصة للذهاب إلى موسكو وجرب نفسه في اختيار دور أندريه روبليف. رأى المستشار التاريخي للفيلم صور الممثلين من الممثلين، وأشار إلى صورة سولونيتسين وقال لتاركوفسكي: «هذا هو روبليف».
في كتابه النحت في الزمن، وصفه تاركوفسكي بأنه ممثله «المفضل»، وكتب أن سولونيتسين كان يهدف إلى لعب الأدوار الرئيسية في كل من أفلامه نوستالجيا (1983) والتضحية (1986)، لكن الممثل مات قبل إنتاجها. أعجب تاركوفسكي بقدرة سولونيتسين على تجسيد أفكار المخرج بالكامل. عندما كان تاركوفسكي يفكر في صنع فيلم مقتبس عن رواية دوستويفسكي الشهيرة الأبله، كان سولونيتسين مستعدًا لإجراء الجراحة التجميلية ليبدو مثل الكاتب الروسي الشهير.
وأيضاً ليس تاركوفسكي هو المخرج المُهم الوحيد الذي عمل معه سولونيتسين بل عمل أيضاً مع أليكسي جيرمان ولاريسا شيبيتكو وأيضاً زوجها إليم كليموف ومعهم المخرج المعاصر نيكيتا ميخالكوف.

## الجوائز
في عام 1981، فاز بجائزة الدب الفضي لأفضل ممثل في مهرجان برلين السينمائي الدولي الحادي والثلاثين عن دوره في فيلم ستة وعشرون يومًا من حياة دوستويفسكي. في العام نفسه، حصل على لقب الفنان الفخري في روسيا الاتحادية الاشتراكية السوفيتية.

## الموت
توفي سولونيتسين بسبب السرطان في عام 1982، عن عمر يناهز 47 عامًا. يُزعم، وفقًا لفيكتور شارون أن محرر الصوت في ستالكر وسولونيتسين وتاركوفسكي ولاريسا تاركوفسكايا أصيبوا بالمرض بسبب التعرض للمواد الكيميائية السامة أثناء التصوير في موقع الفيلم.

## وصلات خارجية
اناتولي سولونيتسين على قاعدة بيانات الأفلام على الإنترنت